# Miss Universo 1994
Miss Universo 1994, la 43.ª edición del concurso Miss Universo, se llevó a cabo en el Centro Internacional de Convenciones de Filipinas en Pásay (Filipinas) el 21 de mayo.
Representantes provenientes de setenta y siete países y territorios compitieron por el título en esta edición del concurso. Al final del evento, Miss Universo 1993, Dayanara Torres de Puerto Rico, coronó como su sucesora a Sushmita Sen de la India. La ganadora se convirtió en la primera representante de su país en obtener el título de Miss Universo.
El concurso fue presentado por Bob Goen y Arthel Neville; como comentarista, actuó Angela Visser, Miss Universo 1989. En esta edición actuaron Peabo Bryson, Bayanihan Philippine National Folk Dance Company y la banda Eraserheads.

## Antecedentes

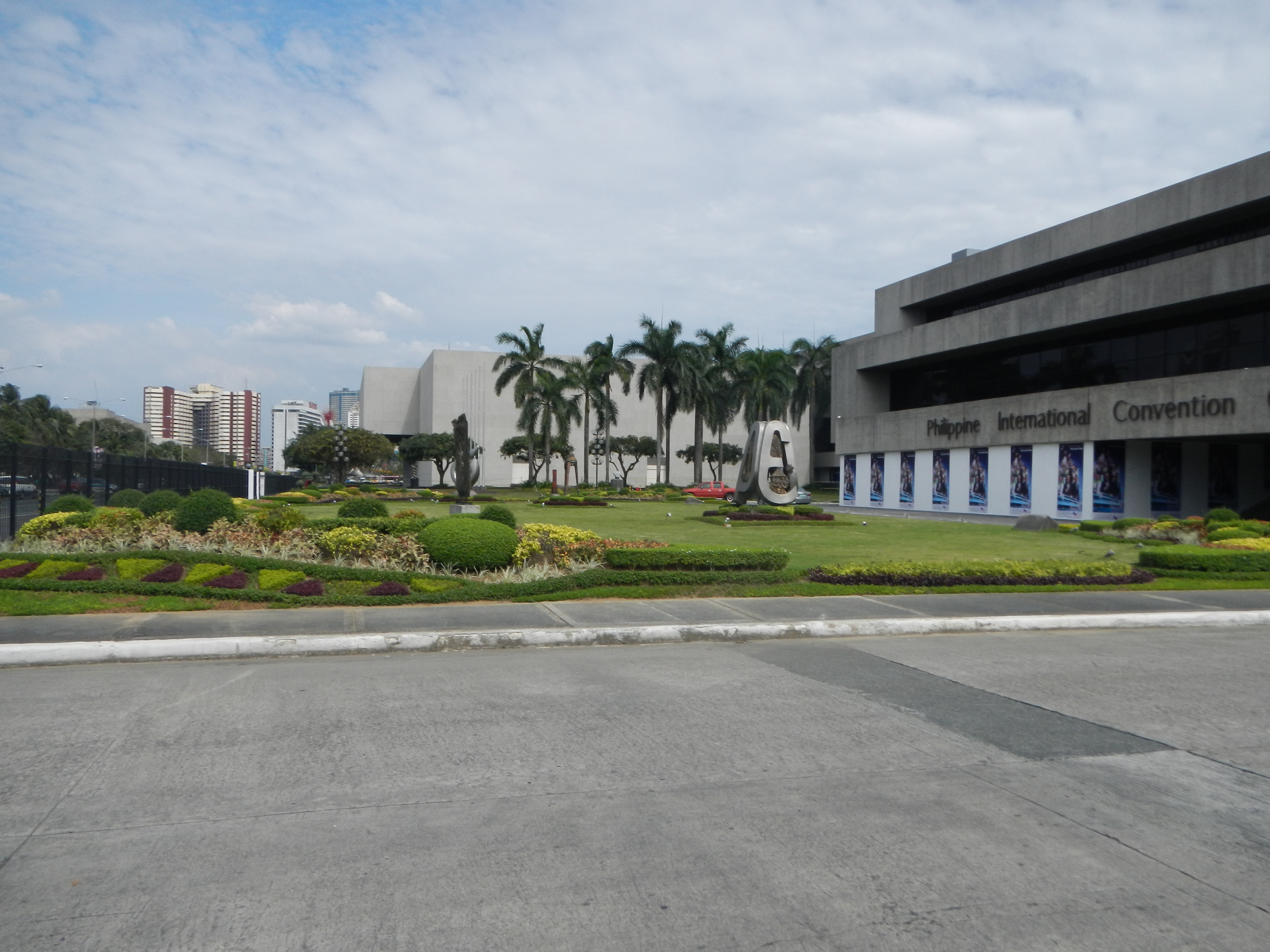
Centro Internacional de Convenciones de Filipinas, recinto sede de Miss Universo 1994

### Sede y fecha
En 1991, Teresa Pizarro de Angulo, la presidenta del Concurso Nacional de Belleza de Colombia y María Cortés de Chavez, presidenta de la empresa de cosméticos Jolie de Vogue, anunciaron que la ciudad de Cartagena (Colombia) estaba interesada en albergar el concurso Miss Universo en 1994. Esto fue luego de que el entonces vicepresidente de Miss Universe Inc., Michael Bracken, visitara la ciudad.
A Filipinas inicialmente se le ofreció ser sede del concurso en 1995. Sin embargo, el entonces presidente de Filipinas, Fidel V. Ramos, decidió realizar el concurso en el año 1994 debido a que las elecciones generales en Filipinas se llevarían a cabo en mayo de 1995.
En junio de 1993, el presidente Ramos aprobó la celebración de esta edición en Gran Manila. La competencia se llevó a cabo en el Centro Internacional de Convenciones de Filipinas en Pásay. Esta fue la segunda vez que el concurso se llevó a cabo en Filipinas. Luego del anuncio, el presidente Ramos ordenó al Departamento de Turismo crear un comité que incluya al exsecretario de Turismo Vicente Carlos como presidente, al secretario de Prensa Jesús Sisón como vicepresidente y a un representante de la Presidencia. Aunque el gobierno creó un comité para realizar el evento en Filipinas, el gobierno no gastó dinero para Miss Universo. Además de la competencia final, la competencia preliminar también se llevó a cabo en el Centro Internacional de Convenciones de Filipinas, mientras que la ceremonia de apertura se llevó a cabo en el Coliseo Araneta.
En mayo de 1994, la Comisión de Derechos Humanos, bajo la dirección del expresidente de la comisión, Sedfrey Ordonez, inició una investigación para determinar si una detención policial de niños de la calle tenía como objetivo mejorar la imagen internacional de Manila durante los eventos del concurso.
Se esperaba que Filipinas gane ₱10 millones (357.000 dólares estadounidenses) con el concurso. Los ₱150 millones (5,3 millones de dólares) gastados en la celebración del concurso fueron financiados por el sector privado, pero parte del dinero esperado de los patrocinadores no se materializó, lo que provocó una falta de dinero que asumió el gobierno. A mediados de mayo, cuando las candidatas estaban en Manila, los organizadores del concurso confirmaron que se estaban quedando sin dinero y no estaban seguros de si ganarían más dinero con el concurso. Aunque los organizadores del concurso se quedaron sin dinero, la competencia continuó.
Durante los ensayos del día previo a la competencia, una pequeña bomba explotó afuera del lugar de competencia donde ensayaban las candidatas, causando daños menores aunque nadie resultó herido. Debido a esto, se asignaron más de tres mil policías filipinos para proteger a las candidatas, así como decenas de mujeres policías que fueron asignadas como sus guardaespaldas personales.

### Selección de candidatas

#### Reemplazos
Miss El Salvador 1994, Eleonora Carrillo, iba a representar a El Salvador en el concurso, sin embargo, no cumplía con el requisito de edad y fue reemplazada por Claudia Méndez. Carrillo compitió al año siguiente y se ubicó entre las diez semifinalistas.

#### Debuts, regresos y retiros
Esta edición marcó los debuts de Eslovaquia, Rusia y Zimbabue, y los regresos de Egipto, las Islas Cook y la República de China, que habían cometido por última vez en 1992. Austria, Belice, Ghana, las Islas Vírgenes de los Estados Unidos, Líbano, Nicaragua, la República Checa y Surinam se retiraron después de que sus respectivas organizaciones no pudieron realizar un concurso nacional ni designar a una candidata.
A Venna Melinda de Indonesia no se le permitió participar debido a las opiniones islámicas conservadoras de su país sobre el uso de traje de baño. Más tarde, Melinda voló a Filipinas para ver la competencia. Se suponía que también participaría Loreta Brusokaitė de Lituania, pero se retiró por razones no reveladas.

## Resultados

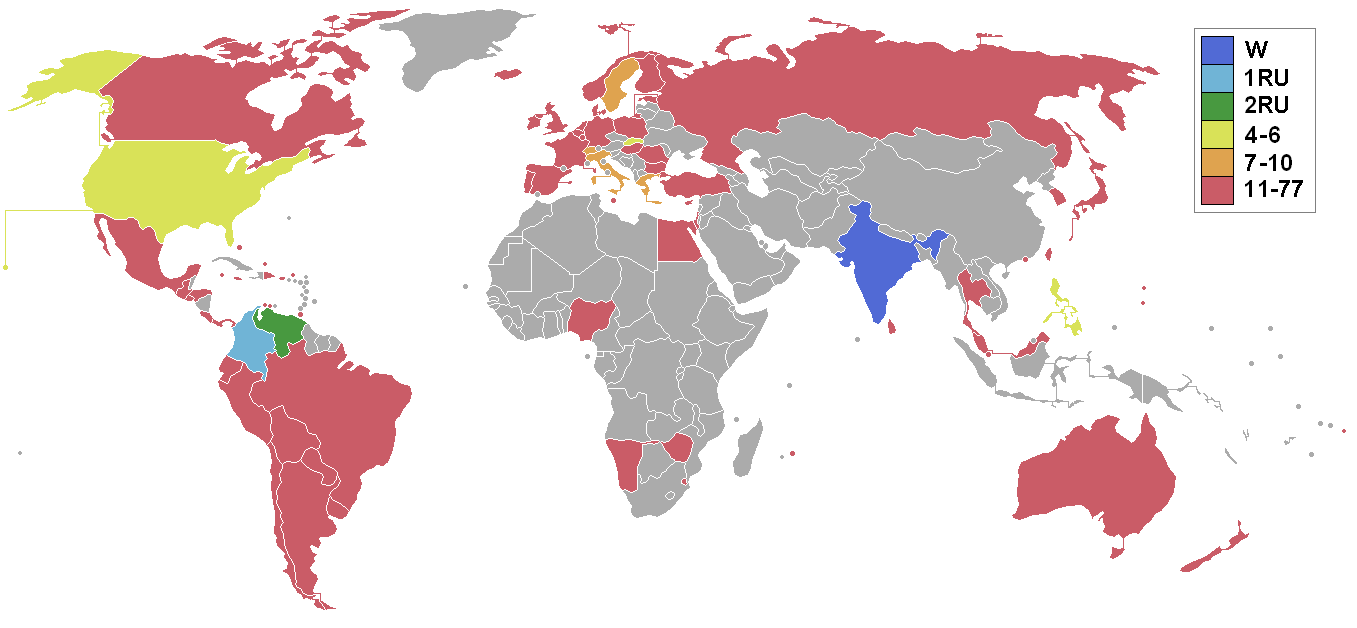
Países y territorios que enviaron candidatas y resultados para Miss Universo 1994

### Clasificación final
| Posición           | Candidata                                                                                                  |
| ------------------ | --- |
| Miss Universo 1994 | - India - Sushmita Sen                                                                                     |
| Primera finalista  | - Colombia - Carolina Gómez                                                                                |
| Segunda finalista  | - Venezuela - Minorka Mercado                                                                              |
| Top 6              | - Estados Unidos - Lu Parker - Eslovaquia - Silvia Lakatošová - Filipinas - Charlene Gonzales              |
| Top 10             | - Italia - Arianna David - Suecia - Domenique Forsberg - Suiza - Patricia Fässler - Grecia - Rea Toutounzi |

### Puntajes
| País           | Traje de baño | Entrevista | Traje de noche | Promedio   | Top 6     |
| -------------- | ------------- | ---------- | -------------- | ---------- | --------- |
| Colombia       | 9.638 (3)     | 9.655 (2)  | 9.897 (1)      | 9.730 (1)  | 9.683 (1) |
| Venezuela      | 9.752 (1)     | 9.592 (3)  | 9.843 (2)      | 9.729 (2)  | 9.667 (2) |
| India          | 9.722 (2)     | 9.562 (5)  | 9.792 (3)      | 9.692 (3)  | 9.667 (2) |
| Eslovaquia     | 9.447 (5)     | 9.668 (1)  | 9.700 (6)      | 9.605 (4)  | 9.467 (5) |
| Filipinas      | 9.425 (6)     | 9.587 (4)  | 9.720 (4)      | 9.577 (5)  | 9.433 (6) |
| Estados Unidos | 9.510 (4)     | 9.478 (6)  | 9.697 (7)      | 9.562 (6)  | 9.540 (4) |
| Italia         | 9.325 (7)     | 9.378 (8)  | 9.708 (5)      | 9.470 (7)  |           |
| Suecia         | 9.078 (10)    | 9.423 (7)  | 9.643 (8)      | 9.381 (8)  |           |
| Suiza          | 9.197 (9)     | 9.298 (9)  | 9.623 (9)      | 9.373 (9)  |           |
| Grecia         | 9.288 (8)     | 9.027 (10) | 9.618 (10)     | 9.311 (10) |           |

     Ganadora
     Primera finalista
     Segunda finalista
     Top 6
     Top 10
(#) Posición

### Premios especiales
Los premios especiales fueron otorgados a las siguientes candidatas:
| Premio                            | Candidata                                        |
| --------------------------------- | ------------------------------------------------ |
| Cabello universal                 | - Bélgica - Christelle Roelandts[cita requerida] |
| Concurso fotográfico de Minolta   | - Dinamarca - Gitte Andersen                     |
| Embajadora de Philippine Airlines | - Dinamarca - Gitte Andersen                     |
| Mejor traje nacional              | - Filipinas - Charlene Gonzales                  |
| Miss Fotogénica                   | - Venezuela - Minorka Mercado                    |
| Miss Kodak Smile                  | - Tailandia - Areeya Chumsai                     |
| Miss Simpatía                     | - Namibia - Barbara Kahatjipara                  |

## El concurso

### Formato
Al igual que en 1990, se seleccionaron diez semifinalistas mediante competencia preliminar y entrevistas a puerta cerrada. Diez semifinalistas participaron en la competencia de trajes de baño y de noche y, finalmente, se seleccionaron las seis finalistas. Seis finalistas compitieron en la ronda preliminar de preguntas y respuestas, y tres finalistas compitieron en la ronda final de preguntas y respuestas.

### Jurado
El panel de jueces estuvo conformado por las siguientes ocho personas:
- Carlos Arturo Zapata, diseñador de moda colombiano
- Florence LaRue, cantante estadounidense
- Richard Dalton, estilista de Diana de Gales
- Beulah Quo, actriz sinoestadounidense
- Emilio T. Yap, magnate filipino
- Stephanie Beacham, actriz británica
- Jonas McCord, director y escritor estadounidense
- Mona Grudt, Miss Universo 1990 de Noruega

## Candidatas
77 candidatas compitieron por el título.
| País/Territorio           | Candidata                 | Edad | Procedencia          |
| ------------------------- | ------------------------- | ---- | -------------------- |
| Alemania                  | Tanja Wild                | 21   | Baden-Wurtemberg     |
| Argentina                 | Solange Magnano           | 22   | Córdoba              |
| Aruba                     | Alexandra Ochoa           | 18   | Oranjestad           |
| Australia                 | Michelle van Eimeren      | 22   | Brisbane             |
| Bahamas                   | Meka Knowles              | 18   | Nasáu                |
| Bélgica                   | Christelle Roelandts      | 19   | Waremme              |
| Bolivia                   | Cecilia O'Connor-d'Arlach | 23   | La Paz               |
| Brasil                    | Valéria Melo Peris        | 23   | Conchal              |
| Bulgaria                  | Nevena Marinova           | 20   | Sofía                |
| Canadá                    | Susanne Rothfos           | 18   | Dawson Creek         |
| Chile                     | Constanza Barbieri        | 18   | Santiago             |
| Chipre                    | Maria Vasiliou            | 19   | Nicosia              |
| Colombia                  | Carolina Gómez            | 19   | Bogotá               |
| Costa Rica                | Yasmin Camacho            | 23   | San José             |
| Corea del Sur             | Goong Sun-young           | 21   | Seúl                 |
| Curazao                   | Jasmin Clifton            | 26   | Willemstad           |
| Dinamarca                 | Gitte Andersen            | 25   | Copenhague           |
| Ecuador                   | Mafalda Arboleda          | 18   | Guayaquil            |
| Egipto                    | Ghada El-Salem            | 20   | El Cairo             |
| El Salvador               | Claudia Méndez            | 22   | San Salvador         |
| Eslovaquia                | Silvia Lakatošová         | 20   | Bratislava           |
| España                    | Raquel Rodríguez          | 20   | Córdoba              |
| Estados Unidos            | Lu Parker                 | 26   | Charleston           |
| Estonia                   | Eva-Maria Laan            | 19   | Tallin               |
| Filipinas                 | Charlene Gonzales         | 20   | Ciudad Quezon        |
| Finlandia                 | Henna Meriläinen          | 19   | Tohmajärvi           |
| Francia                   | Valerie Claisse           | 21   | Saint-Nazaire        |
| Gran Bretaña              | Michaela Pyke             | 22   | Kent                 |
| Grecia                    | Rea Toutounzi             | 20   | Atenas               |
| Guam                      | Christina Perez           | 20   | Agaña                |
| Guatemala                 | Katya Schoenstedt         | 20   | Ciudad de Guatemala  |
| Honduras                  | Jem Haylock               | 23   | Guanaja              |
| Hong Kong                 | Mok Hoi-Yan               | 24   | Hong Kong            |
| Hungría                   | Szilvia Forian            | 21   | Karcag               |
| India                     | Sushmita Sen              | 18   | Nueva Delhi          |
| Irlanda                   | Pamela Flood              | 22   | Dublín               |
| Islandia                  | Svala Björk Arnardóttir   | 18   | Reikiavik            |
| Islas Caimán              | Audrey Ebanks             | 20   | Gran Caimán          |
| Islas Cook                | Leilani Brown             | 18   | Rarotonga            |
| Islas Marianas del Norte  | Elizabeth Tomokane        | 21   | Saipán               |
| Islas Turcas y Caicos     | Eulease Walkin            | 23   | Providenciales       |
| Islas Vírgenes Británicas | Delia Jon Baptiste        | 18   | Road Town            |
| Israel                    | Ravit Yarkoni             | 21   | Guivatayim           |
| Italia                    | Arianna David             | 20   | Roma                 |
| Jamaica                   | Angelie Martin            | 19   | Montego Bay          |
| Japón                     | Chiaki Kawahito           | 21   | Tokio                |
| Luxemburgo                | Sandy Wagner              | 20   | Luxemburgo           |
| Malasia                   | Liza Koh                  | 20   | Kuala Lumpur         |
| Malta                     | Paola Camilleri           | 19   | Fleur-de-Lys         |
| Mauricio                  | Viveka Babajee            | 20   | Port Louis           |
| México                    | Fabiola Pérez             | 18   | Chihuahua            |
| Namibia                   | Barbara Kahatjipara       | 21   | Windhoek             |
| Nueva Zelanda             | Nicola Brighty            | 21   | Auckland             |
| Nigeria                   | Suzan Hart                | 18   | Benue                |
| Noruega                   | Caroline Saetre           | 18   | Møre og Romsdal      |
| Países Bajos              | Irene van der Laar        | 25   | Leiden               |
| Panamá                    | María Sofía Velásquez     | 23   | Ciudad de Panamá     |
| Paraguay                  | Liliana González          | 23   | Asunción             |
| Perú                      | Karina Calmet             | 24   | La Molina            |
| Polonia                   | Joanna Brykczynska        | 21   | Pomerania Occidental |
| Portugal                  | Mónica Pereira            | 20   | Lisboa               |
| Puerto Rico               | Brenda Robles             | 18   | Isabela              |
| República de China        | Joanne Wu                 | 25   | Taipéi               |
| República Dominicana      | Vielka Valenzuela         | 21   | La Vega              |
| Rumania                   | Mihaela Ciolacu           | 20   | Bucarest             |
| Rusia                     | Inna Zobova               | 20   | Jimki                |
| Singapur                  | Alien Sun                 | 21   | Singapur             |
| Sri Lanka                 | Nushara Pramali           | 19   | Colombo              |
| Suazilandia               | Nicola Smith              | 20   | Mbabane              |
| Suecia                    | Domenique Forsberg        | 25   | Kiruna               |
| Suiza                     | Patricia Fässler          | 19   | Zúrich               |
| Tailandia                 | Areeya Chumsai            | 22   | Bangkok              |
| Trinidad y Tobago         | Lorca Gatcliffe           | 24   | Puerto España        |
| Turquía                   | Banu Usluer               | 19   | Estambul             |
| Uruguay                   | Leonora Dibueno           | 27   | Montevideo           |
| Venezuela                 | Minorka Mercado           | 22   | Caracas              |
| Zimbabue                  | Yvette D'Almeida-Chakras  | 22   | Harare               |

### Preliminar
Las calificaciones preliminares son las siguientes:[cita requerida]
| \| País \| Traje de baño \| Entrevista \| Traje de noche \| % \| \| ------------------------- \| ------------- \| ---------- \| -------------- \| ----- \| \| Colombia \| 8.99 \| 9.41 \| 9.40 \| 9.268 \| \| Grecia \| 9.25 \| 9.09 \| 9.43 \| 9.256 \| \| India \| 9.13 \| 9.49 \| 9.14 \| 9.253 \| \| Filipinas \| 9.12 \| 9.48 \| 9.08 \| 9.225 \| \| EE. UU. \| 9.19 \| 9.20 \| 9.22 \| 9.202 \| \| Italia \| 9.21 \| 9.02 \| 9.25 \| 9.159 \| \| Venezuela \| 9.06 \| 9.17 \| 9.16 \| 9.126 \| \| Suecia \| 8.82 \| 9.12 \| 9.07 \| 9.000 \| \| Suiza \| 8.87 \| 9.18 \| 8.87 \| 8.973 \| \| Eslovaquia \| 9.00 \| 8.89 \| 8.95 \| 8.946 \| \| Australia \| 8.32 \| 9.37 \| 9.09 \| 8.927 \| \| Rusia \| 9.04 \| 9.13 \| 8.54 \| 8.903 \| \| Tailandia \| 8.98 \| 8.85 \| 8.81 \| 8.880 \| \| Perú \| 8.89 \| 9.24 \| 8.43 \| 8.853 \| \| Dinamarca \| 8.55 \| 9.07 \| 8.90 \| 8.840 \| \| Estonia \| 8.64 \| 8.96 \| 8.89 \| 8.830 \| \| México \| 8.87 \| 9.20 \| 8.42 \| 8.830 \| \| Polonia \| 8.83 \| 8.70 \| 8.85 \| 8.793 \| \| Brasil \| 8.51 \| 9.11 \| 8.73 \| 8.783 \| \| Guatemala \| 9.12 \| 8.76 \| 8.42 \| 8.767 \| \| Namibia \| 8.92 \| 8.71 \| 8.57 \| 8.733 \| \| Bélgica \| 8.57 \| 9.00 \| 8.58 \| 8.717 \| \| Puerto Rico \| 8.48 \| 9.14 \| 8.51 \| 8.710 \| \| Mauricio \| 8.95 \| 8.68 \| 8.50 \| 8.710 \| \| Aruba \| 8.23 \| 8.92 \| 8.88 \| 8.677 \| \| Hungría \| 8.78 \| 8.78 \| 8.47 \| 8.677 \| \| Corea del Sur \| 8.71 \| 8.75 \| 8.55 \| 8.670 \| \| Egipto \| 8.51 \| 8.97 \| 8.53 \| 8.670 \| \| Ecuador \| 8.51 \| 9.06 \| 8.44 \| 8.670 \| \| Sri Lanka \| 8.75 \| 8.70 \| 8.53 \| 8.660 \| \| Irlanda \| 8.69 \| 8.75 \| 8.51 \| 8.650 \| \| Guam \| 9.02 \| 8.40 \| 8.50 \| 8.640 \| \| Islandia \| 8.60 \| 8.54 \| 8.75 \| 8.630 \| \| Zimbabue \| 8.50 \| 8.92 \| 8.43 \| 8.617 \| \| Países Bajos \| 8.58 \| 8.81 \| 8.45 \| 8.613 \| \| Francia \| 8.70 \| 8.38 \| 8.73 \| 8.603 \| \| España \| 8.08 \| 9.35 \| 8.32 \| 8.583 \| \| Singapur \| 8.40 \| 8.91 \| 8.41 \| 8.573 \| \| Romania \| 8.63 \| 8.58 \| 8.46 \| 8.557 \| \| Paraguay \| 8.68 \| 8.71 \| 8.22 \| 8.537 \| \| Bulgaria \| 8.14 \| 8.58 \| 8.80 \| 8.507 \| \| Uruguay \| 8.52 \| 8.65 \| 8.35 \| 8.507 \| \| Costa Rica \| 8.15 \| 8.97 \| 8.39 \| 8.503 \| \| Noruega \| 8.80 \| 8.15 \| 8.54 \| 8.497 \| \| Hong Kong \| 8.29 \| 8.84 \| 8.36 \| 8.497 \| \| El Salvador \| 8.61 \| 8.70 \| 8.14 \| 8.483 \| \| Canadá \| 8.05 \| 9.01 \| 8.32 \| 8.460 \| \| Portugal \| 8.37 \| 8.78 \| 8.22 \| 8.457 \| \| Japón \| 8.53 \| 8.64 \| 8.18 \| 8.450 \| \| Luxemburgo \| 8.52 \| 8.24 \| 8.59 \| 8.450 \| \| Trinidad and Tobago \| 8.37 \| 8.82 \| 8.09 \| 8.427 \| \| República Dominicana \| 8.24 \| 8.70 \| 8.29 \| 8.410 \| \| Taiwán R.O.C. \| 8.17 \| 8.53 \| 8.49 \| 8.397 \| \| Turquía \| 8.32 \| 8.66 \| 8.21 \| 8.397 \| \| Finlandia \| 8.08 \| 8.65 \| 8.45 \| 8.393 \| \| Bahamas \| 8.08 \| 8.86 \| 8.23 \| 8.390 \| \| Malaysia \| 8.25 \| 8.69 \| 8.22 \| 8.387 \| \| Chile \| 8.28 \| 8.32 \| 8.53 \| 8.377 \| \| Panamá \| 7.95 \| 8.79 \| 8.39 \| 8.377 \| \| Gran Bretaña \| 8.19 \| 8.71 \| 8.23 \| 8.377 \| \| Bolivia \| 8.15 \| 8.36 \| 8.55 \| 8.353 \| \| Nigeria \| 8.40 \| 8.20 \| 8.45 \| 8.350 \| \| Honduras \| 8.25 \| 8.51 \| 8.27 \| 8.343 \| \| Argentina \| 7.96 \| 8.62 \| 8.42 \| 8.333 \| \| Curaçao \| 8.14 \| 8.69 \| 8.17 \| 8.333 \| \| Jamaica \| 8.68 \| 8.24 \| 8.07 \| 8.330 \| \| Nueva Zelanda \| 8.24 \| 8.71 \| 7.99 \| 8.313 \| \| Israel \| 8.55 \| 8.19 \| 8.19 \| 8.310 \| \| Esuatini \| 7.83 \| 8.57 \| 8.23 \| 8.210 \| \| Islas Turcas y Caicos \| 8.11 \| 8.54 \| 7.91 \| 8.187 \| \| Chipre \| 7.92 \| 8.49 \| 8.07 \| 8.160 \| \| Islas Marianas del Norte \| 7.89 \| 8.43 \| 8.05 \| 8.123 \| \| Alemania \| 7.98 \| 8.41 \| 7.98 \| 8.123 \| \| Islas Cook \| 7.81 \| 8.30 \| 8.12 \| 8.077 \| \| Malta \| 7.94 \| 8.27 \| 7.92 \| 8.043 \| \| Islas Vírgenes Británicas \| 7.71 \| 8.09 \| 8.15 \| 7.983 \| \| Islas Caimán \| 7.88 \| 8.15 \| 7.92 \| 7.983 \| | Ganadora Primera finalista Segunda finalista Top 6 Top 10 |            |                |       |
| País | Traje de baño                                             | Entrevista | Traje de noche | %     |
| Colombia | 8.99                                                      | 9.41       | 9.40           | 9.268 |
| Grecia | 9.25                                                      | 9.09       | 9.43           | 9.256 |
| India | 9.13                                                      | 9.49       | 9.14           | 9.253 |
| Filipinas | 9.12                                                      | 9.48       | 9.08           | 9.225 |
| EE. UU. | 9.19                                                      | 9.20       | 9.22           | 9.202 |
| Italia | 9.21                                                      | 9.02       | 9.25           | 9.159 |
| Venezuela | 9.06                                                      | 9.17       | 9.16           | 9.126 |
| Suecia | 8.82                                                      | 9.12       | 9.07           | 9.000 |
| Suiza | 8.87                                                      | 9.18       | 8.87           | 8.973 |
| Eslovaquia | 9.00                                                      | 8.89       | 8.95           | 8.946 |
| Australia | 8.32                                                      | 9.37       | 9.09           | 8.927 |
| Rusia | 9.04                                                      | 9.13       | 8.54           | 8.903 |
| Tailandia | 8.98                                                      | 8.85       | 8.81           | 8.880 |
| Perú | 8.89                                                      | 9.24       | 8.43           | 8.853 |
| Dinamarca | 8.55                                                      | 9.07       | 8.90           | 8.840 |
| Estonia | 8.64                                                      | 8.96       | 8.89           | 8.830 |
| México | 8.87                                                      | 9.20       | 8.42           | 8.830 |
| Polonia | 8.83                                                      | 8.70       | 8.85           | 8.793 |
| Brasil | 8.51                                                      | 9.11       | 8.73           | 8.783 |
| Guatemala | 9.12                                                      | 8.76       | 8.42           | 8.767 |
| Namibia | 8.92                                                      | 8.71       | 8.57           | 8.733 |
| Bélgica | 8.57                                                      | 9.00       | 8.58           | 8.717 |
| Puerto Rico | 8.48                                                      | 9.14       | 8.51           | 8.710 |
| Mauricio | 8.95                                                      | 8.68       | 8.50           | 8.710 |
| Aruba | 8.23                                                      | 8.92       | 8.88           | 8.677 |
| Hungría | 8.78                                                      | 8.78       | 8.47           | 8.677 |
| Corea del Sur | 8.71                                                      | 8.75       | 8.55           | 8.670 |
| Egipto | 8.51                                                      | 8.97       | 8.53           | 8.670 |
| Ecuador | 8.51                                                      | 9.06       | 8.44           | 8.670 |
| Sri Lanka | 8.75                                                      | 8.70       | 8.53           | 8.660 |
| Irlanda | 8.69                                                      | 8.75       | 8.51           | 8.650 |
| Guam | 9.02                                                      | 8.40       | 8.50           | 8.640 |
| Islandia | 8.60                                                      | 8.54       | 8.75           | 8.630 |
| Zimbabue | 8.50                                                      | 8.92       | 8.43           | 8.617 |
| Países Bajos | 8.58                                                      | 8.81       | 8.45           | 8.613 |
| Francia | 8.70                                                      | 8.38       | 8.73           | 8.603 |
| España | 8.08                                                      | 9.35       | 8.32           | 8.583 |
| Singapur | 8.40                                                      | 8.91       | 8.41           | 8.573 |
| Romania | 8.63                                                      | 8.58       | 8.46           | 8.557 |
| Paraguay | 8.68                                                      | 8.71       | 8.22           | 8.537 |
| Bulgaria | 8.14                                                      | 8.58       | 8.80           | 8.507 |
| Uruguay | 8.52                                                      | 8.65       | 8.35           | 8.507 |
| Costa Rica | 8.15                                                      | 8.97       | 8.39           | 8.503 |
| Noruega | 8.80                                                      | 8.15       | 8.54           | 8.497 |
| Hong Kong | 8.29                                                      | 8.84       | 8.36           | 8.497 |
| El Salvador | 8.61                                                      | 8.70       | 8.14           | 8.483 |
| Canadá | 8.05                                                      | 9.01       | 8.32           | 8.460 |
| Portugal | 8.37                                                      | 8.78       | 8.22           | 8.457 |
| Japón | 8.53                                                      | 8.64       | 8.18           | 8.450 |
| Luxemburgo | 8.52                                                      | 8.24       | 8.59           | 8.450 |
| Trinidad and Tobago | 8.37                                                      | 8.82       | 8.09           | 8.427 |
| República Dominicana | 8.24                                                      | 8.70       | 8.29           | 8.410 |
| Taiwán R.O.C. | 8.17                                                      | 8.53       | 8.49           | 8.397 |
| Turquía | 8.32                                                      | 8.66       | 8.21           | 8.397 |
| Finlandia | 8.08                                                      | 8.65       | 8.45           | 8.393 |
| Bahamas | 8.08                                                      | 8.86       | 8.23           | 8.390 |
| Malaysia | 8.25                                                      | 8.69       | 8.22           | 8.387 |
| Chile | 8.28                                                      | 8.32       | 8.53           | 8.377 |
| Panamá | 7.95                                                      | 8.79       | 8.39           | 8.377 |
| Gran Bretaña | 8.19                                                      | 8.71       | 8.23           | 8.377 |
| Bolivia | 8.15                                                      | 8.36       | 8.55           | 8.353 |
| Nigeria | 8.40                                                      | 8.20       | 8.45           | 8.350 |
| Honduras | 8.25                                                      | 8.51       | 8.27           | 8.343 |
| Argentina | 7.96                                                      | 8.62       | 8.42           | 8.333 |
| Curaçao | 8.14                                                      | 8.69       | 8.17           | 8.333 |
| Jamaica | 8.68                                                      | 8.24       | 8.07           | 8.330 |
| Nueva Zelanda | 8.24                                                      | 8.71       | 7.99           | 8.313 |
| Israel | 8.55                                                      | 8.19       | 8.19           | 8.310 |
| Esuatini | 7.83                                                      | 8.57       | 8.23           | 8.210 |
| Islas Turcas y Caicos | 8.11                                                      | 8.54       | 7.91           | 8.187 |
| Chipre | 7.92                                                      | 8.49       | 8.07           | 8.160 |
| Islas Marianas del Norte | 7.89                                                      | 8.43       | 8.05           | 8.123 |
| Alemania | 7.98                                                      | 8.41       | 7.98           | 8.123 |
| Islas Cook | 7.81                                                      | 8.30       | 8.12           | 8.077 |
| Malta | 7.94                                                      | 8.27       | 7.92           | 8.043 |
| Islas Vírgenes Británicas | 7.71                                                      | 8.09       | 8.15           | 7.983 |
| Islas Caimán | 7.88                                                      | 8.15       | 7.92           | 7.983 |